# Midgardia xandaros
Midgardia xandaros är en sjöstjärneart som beskrevs av Paul O. Downey 1972. Midgardia xandaros ingår i släktet Midgardia och familjen Brisingidae. Inga underarter finns listade i Catalogue of Life.